# 批判性社会工作
批判性社会工作（Critical social work）是将批判理论的视角应用于社会工作的一种方法。批判性社会工作旨在解决社会不公正，而不是专注于个人化的问题。批判理论将社会问题归因于全球化资本主义社会和新自由主义治理中的各种压迫和不公。
批判性社会工作理论是由人文和社会科学中的多种理论组成的，借鉴了包括马克思主义、女性主义、反种族主义、社会民主主义和无政府主义等多种思潮。
社会工作者有道德责任致力于消除不平等和压迫。对于激进的社会工作者，这意味着要推动资本主义社会向更符合这些价值的社会形式转变。批判性社会工作有三种可能的分析策略，分别是进步的、再生产的和矛盾的
批判性社会工作借鉴了一些实践理论，如集体工作、关系为本的社会工作、帮助人们理解市场制度、新自由主义和生活经济化的社会后果等。